# Ola Bäckström
Ola Bäckström, född 1959, är en fiolspelman från Dalarna. Hans huvudrepertoar är Orelåtar. Bäckström är huvudansvarig för folkmusiklinjen på Musikkonservatoriet Falun samt producent vid Folkmusikens hus i Rättvik. 
Bäckström är också med i musikgrupperna Boot, Swåp och Triptyk. Bäckstrom har också ett förflutet som gitarrist i gruppen Ändtarmslarm.

## Soloskivor
- Ola Bäckström (1994)
- Boggdansen (2005)